# 1000-km-Rennen von Paris 1994

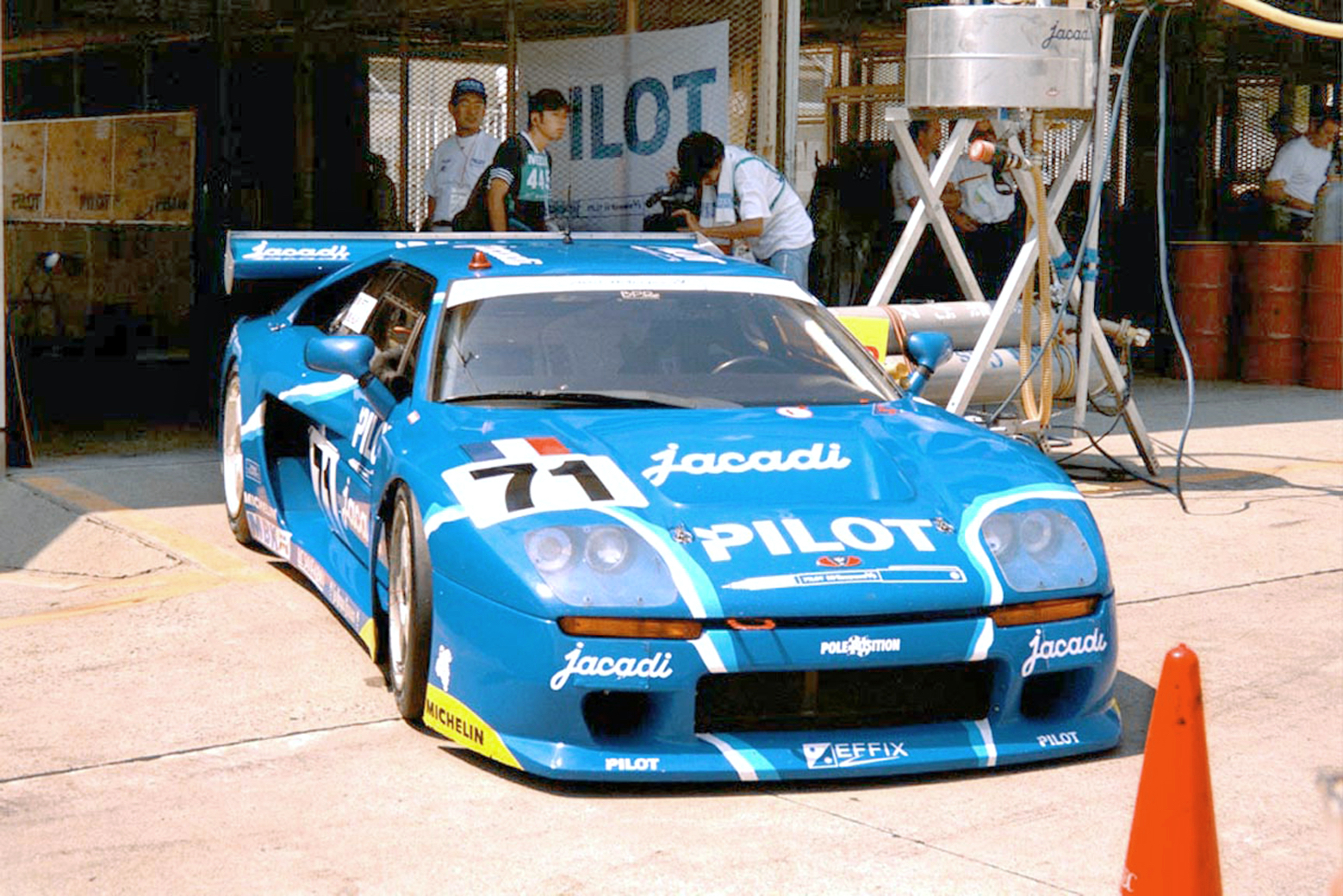
Der Venturi 600LM mit der Startnummer 71; Michel Ferté und Michel Neugarten erreichten mit dem Wagen die vierte Stelle der Gesamtwertung

Das 13.  1000-km-Rennen von Paris, auch 1000 km de Paris, fand am 29. Mai 1994 auf dem Autodrome de Linas-Montlhéry statt. Das Rennen war der 4. Wertungslauf der BPR Global GT Series dieses Jahres.

## Das Rennen
Zum Erstaunen der Fachwelt fand sich im Rennkalender der BPR Global GT Series ein 1000-km-Rennen von Paris auf der Rennstrecke von Montlhéry. Die meisten Journalisten hatten die Rennstrecke schon vergessen, einige waren der Meinung, sie sei längst abgerissen worden. 22 Jahre waren seit dem letzten 1000-km-Rennen auf dieser Piste vergangen. 1972 siegten Gérard Larrousse und Jean-Pierre Beltoise auf einem Lola T280. Die BPR Global GT Series wurde Anfang der 1990er Jahre durch die Initiative von Jürgen Barth, Patrick Peter und Stéphane Ratel gegründet. Die Anfangsbuchstaben der Gründernachnamen bildeten die Bezeichnung BPR. Die Serie war als Ersatz der 1992 beendeten Sportwagen-Weltmeisterschaft geplant. Allerdings nahmen daran fast nur Privatteams und viele Herrenfahrer teil.
In Montlhéry wurde nur auf einem Teil des Ovalkurses gefahren, wobei durch zwei künstlich angelegte Schikanen die Durchschnittsgeschwindigkeiten erheblich reduziert wurden. Jean-Claude Basso und Henri Pescarolo gewannen auf einem Venturi 600LM. Für den 52 Jahre alten Pescarolo war es der zweite Erfolg nach seinem Gesamtsieg 1969.

## Ergebnisse

### Schlussklassement
| 1               | GT1 | 43 | JCB Racing                     | Jean-Claude Basso Henri Pescarolo                                                       | Venturi 600LM               | 294 |
| 2               | GT3 | 34 | Bristow Motorsport             | Ray Bellm Harry Nuttall Charles Rickett                                                 | Porsche 911 Carrera RSR     | 293 |
| 3               | GT3 | 33 | Mühlbauer Motorsport           | Ernst Palmberger Detlef Hübner Danny Pfeil                                              | Porsche 911 Carrera RSR     | 292 |
| 4               | GT1 | 71 | Pilot Jacadi Racing            | Michel Ferté Michel Neugarten                                                           | Venturi 600LM               | 282 |
| 5               | GT3 | 39 | Seikel Motorsport              | Girolamo Capra Giuseppe Quargentan Philippe Auvray                                      | Porsche 911 Carrera RSR 3.8 | 281 |
| 6               | GT3 | 50 | Freisinger Motorsport          | Daniel Sebag Jean-Pierre Castel Gilles Guinand                                          | Porsche 911 Carrera RSR     | 281 |
| 7               | GT4 | 21 | Ruggero Grassi                 | Ruggero Grassi Antonio Mattio Mario Passerini                                           | Porsche 911 Carrera 2       | 278 |
| 8               | GT2 | 46 | Crisal Competition             | Jérôme Brarda Thierry Guiod Gérard Bacle                                                | Porsche 911 Carrera RS Cup  | 276 |
| 9               | GT1 | 57 | BBA Sport Compétition          | Ferdinand de Lesseps Jacques Tropenat Jean-Luc Maury-Laribière                          | Venturi 600LM               | 276 |
| 10              | GT3 | 8  | Raymond Touroul                | Raymond Touroul Jean-Pierre Tardiff Jean-Claude Lagniez                                 | Porsche 911 Carrera RSR     | 275 |
| 11              | GT3 | 49 | Freisinger Motorsport          | Michel Ligonnet Michel Krine René Ligonnet                                              | Porsche 911 Carrera RSR     | 259 |
| 12              | GT3 | 91 | Racing Driver Competition      | Edouard Sezionale Patrice Roussel Yannick Roussel                                       | Venturi 500LM               | 257 |
| 13              | GT4 | 47 | Racing Driver Competition      | Michel Cottot Patrick Boidron Dominique Lacaud                                          | Porsche 911 Carrera RS Cup  | 249 |
| 14              | GT3 | 23 | Alain Ianetta                  | Alain Ianetta Manuel Monteiro Jean-Claude Fabre                                         | Porsche 911 Carrera 2       | 244 |
| 15              | GT3 | 38 | Mulsanne Racing RSR Motorsport | Erik Henriksen Justin Bell Bill Farmer                                                  | Porsche 968 Turbo RS        | 237 |
| Ausgefallen     |     |    |                                |                                                                                         |                             |     |
| 16              | GT1 | 56 | Agusta Racing Team             | Christophe Bouchut Olivier Grouillard                                                   | Venturi 600LM               |     |
| 17              | GT1 | 40 | Strandell                      | Anders Olofsson Luciano della Noce                                                      | Ferrari F40                 |     |
| 18              | GT1 | 55 | Agusta Racing Team             | Philippe Olczyk Riccardo Agusta Almo Coppelli                                           | Venturi 600LM               |     |
| 19              | GT1 | 12 | Obermaier Racing               | Otto Altenbach Friedrich Leinemann                                                      | Porsche 911 Turbo S LM      |     |
| 20              | GT3 | 26 | Chamberlain Engineering        | Andreas Fuchs Dave Kennedy Jean-Louis Ricci                                             | Lotus Esprit S300           |     |
| 21              | GT1 | 42 | Konrad Motorsport              | Franz Konrad Helmuth Steinbrecher Alexandre de Lesseps Robert Peacock                   | Porsche 964 Bi-Turbo        |     |
| 22              | GT3 | 36 | Seikel Motorsport              | John Nielsen Thomas Bscher Lindsay Owen-Jones                                           | Porsche 968 Turbo RS        |     |
| 23              | GT3 | 58 | Agusta Racing Team             | Jean-Paul Libert Hervé Regout Patrick van Heurck                                        | Venturi 400 GTR             |     |
| 24              | GT3 | 41 | Konrad Motorsport              | Giorgio Rebai Dirk Layer Matiaz Tomlje                                                  | Porsche 964 Carrera RSR     |     |
| 25              | GT3 | 59 | Agusta Racing Team             | Jean-Louis Sirera Javier Camp Antonio Puig                                              | Venturi 400 GTR             |     |
| 26              | GT3 | 52 | Guy Broissiat                  | Guy Broissiat Philippe Meunier Ludovic Broissiat                                        | Porsche 911 Bi-Turbo        |     |
| 27              | GT3 | 70 | Mühlbauer Motorsport           | Sandro Angelastri Toni Seiler Matteo Cassina                                            | Porsche 911 Carrera RS      |     |
| 28              | GT3 | 4  | Quattro Racing                 | Benjamin Roy Dominique Alexiade                                                         | Porsche 911 Carrera Cup 4x4 |     |
| 29              | GT1 | 93 | Scuderia Pinguini              | Flavien Marçais Jean-François Metz Marc Pachot Gilles Vannelet                          | Porsche 944 Turbo Cup       |     |
| Nicht gestartet |     |    |                                |                                                                                         |                             |     |
| 30              | GT3 | 51 | Scuderia Chico d’Oro           | Olivier Haberthur Richard Balandras Frédéric Dedours                                    | Porsche 964 Bi-Turbo        | 1   |
| 31              | GT1 | 45 | Freisinger Motorsport          | Wolfgang Kaufmann Jean-Louis Ricci Michael Irmgratz                                     | Porsche 964 Bi-Turbo        | 2   |
| 32              | GT3 | T  | Crisal Competition             | Jérôme Brarda Thierry Guiod Gérard Bacle Michel Cottot Patrick Boidron Dominique Lacaud | Porsche 911 Carrera RS Cup  | 3   |

1 nicht gestartet
2 nicht gestartet
3 Trainingswagen

### Nur in der Meldeliste
Hier finden sich Teams, Fahrer und Fahrzeuge die ursprünglich für das Rennen gemeldet waren, aber aus den unterschiedlichsten Gründen daran nicht teilnahmen.
| Pos. | Klasse | Nr. | Team                | Fahrer                                         | Chassis                     |
| ---- | ------ | --- | ------------------- | ---------------------------------------------- | --------------------------- |
| 33   | GT3    | 22  | Pietro Ferrero      | Pietro Ferrero Carlo Rossi Wolfgang Destree    | Porsche 911 Carrera RSR 3.8 |
| 34   | GT1    | 43  | Scuderia Pinguini   | Flavien Marçais Michel Renavand                | Porsche 944 Turbo Cup       |
| 35   | GT2    | 53  | Simpson Engineering | Tetsuya Ota Richard Piper Olindo Iacobelli     | Ferrari 348 LM              |
| 36   | GT3    | 54  | Callaway            | Boris Said III                                 | Callaway Corvette           |
| 37   | GT3    | 61  | Agusta Racing Team  | Jean-Louis Sirera Pascal Vermesse              | Venturi 400 GTR             |
| 38   | GT3    | 92  | G. Faber            | G. Faber Christian Heinkélé M. Couasnon        | Chevrolet Camaro            |
| 39   | GT4    | 93  | Gilles Vannelet     | Gilles Vannelet Jean-François Metz Marc Pachot | Porsche 911 Carrera Cup     |

### Klassensieger
| Klasse | Fahrer            | Fahrer          | Fahrer          | Fahrzeug                   | Platzierung im Gesamtklassement |
| ------ | ----------------- | --------------- | --------------- | -------------------------- | ------------------------------- |
| GT1    | Jean-Claude Basso | Henri Pescarolo |                 | Venturi 600LM              | Gesamtsieg                      |
| GT2    | Jérôme Brarda     | Thierry Guiod   | Gérard Bacle    | Porsche 911 Carrera RS Cup | Rang 8                          |
| GT3    | Ray Bellm         | Harry Nuttall   | Charles Rickett | Porsche 911 Carrera RSR    | Rang 2                          |
| GT4    | Ruggero Grassi    | Antonio Mattio  | Mario Passerini | Porsche 911 Carrera 2      | Rang 7                          |

### Renndaten
- Gemeldet: 39
- Gestartet: 29
- Gewertet: 15
- Rennklassen: 4
- Zuschauer: 10000
- Wetter am Renntag: warm und trocken
- Streckenlänge: 3,405 km
- Fahrzeit des Siegerteams: 7:36:48,740 Stunden
- Gesamtrunden des Siegerteams: 294
- Gesamtdistanz des Siegerteams: 1001,070 km
- Siegerschnitt: 131,486 km/h
- Pole Position: Michel Ferté – Venturi 600LM (#71) – 1:20,430 – 152,406 km/h
- Schnellste Rennrunde: Michel Ferté – Venturi 600LM (#71) – 1:23,230 – 147,279 km/h
- Rennserie: 4. Lauf der BPR Global GT Series 1994